# Hermenegildo Alvites
Hermenegildo Alvites (em castelhano: Hermenegildo Alóitez, ou Menendo ou Mendo Alvites c. 898 — 966), foi um magnata e membro da mais alta nobreza da Galiza no século X. Seus pais foram o conde Alvito ou Aloito Guterres e Argilo Alvites, filha de Alvito e Paterna, os fundadores do Mosteiro de São Salvador de Cines no território de Nendos na Corunha

## Esboço biográfico

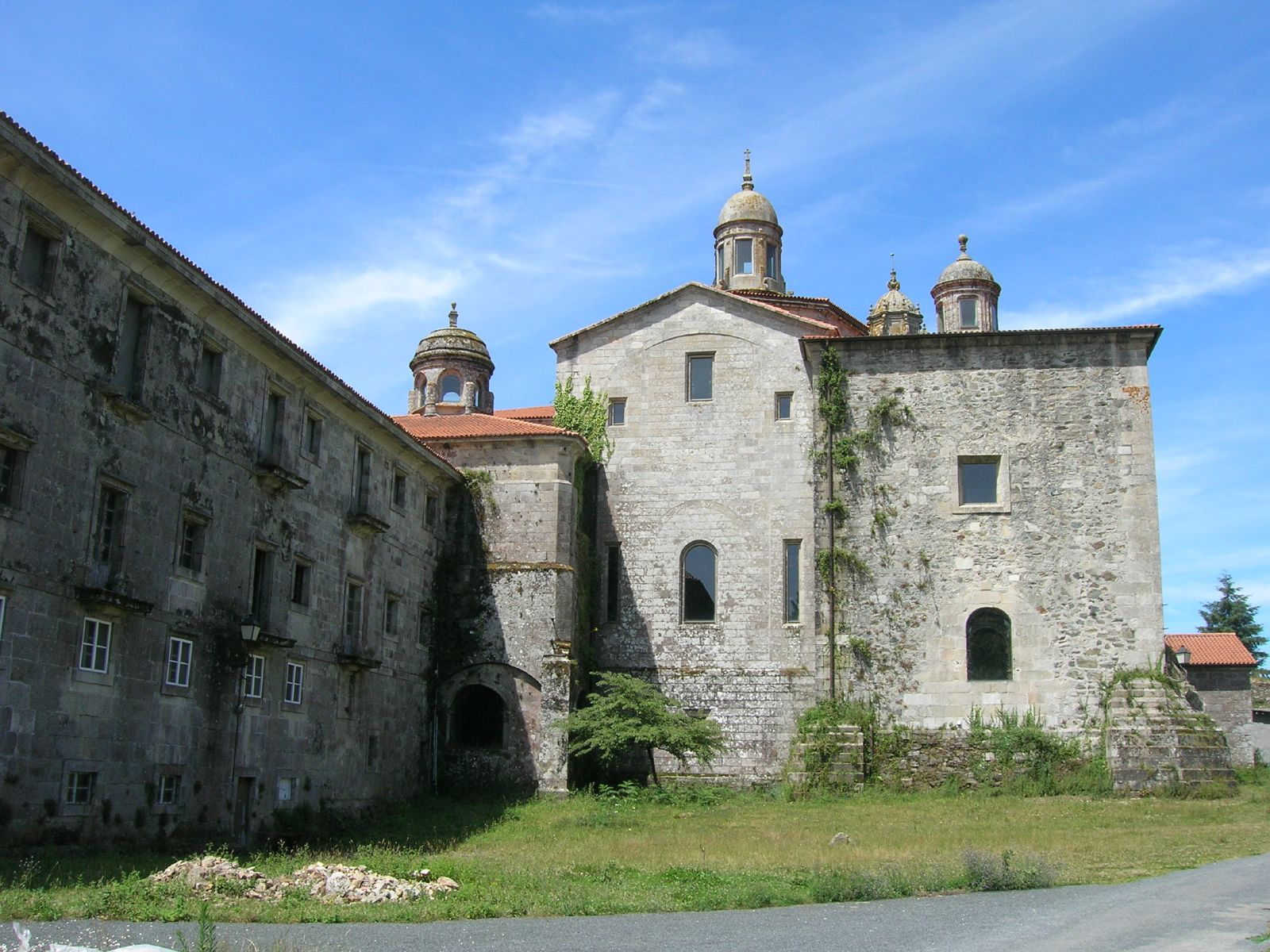
Mosteiro cistercense de Sobrado dos Monges

Seus tios paternos foram o conde Hermenegildo Guterres, que derrotou as tropas muçulmanas e conquistou Porto e Coimbra, e Ossorio Guterres, o avô da rainha Adosinda Guterres, a primeira esposa do rei Ramiro II, e de Ossorio Guterres o fundador do Mosteiro de São Salvador de Vilanova de Lourenzá. Hermenegildo tinha três irmãos; Gundesindo Alvites, bispo de Iriæ Flaviæ, Arias Alvites e o conde Guterre Alvites.
Em 920, foi nomeado conde de Présaras pelo rei Ramiro II a quem serviu como seu mordomo-mor entre 937 e 949. Em 942, com sua esposa Paterna  fundou o Mosteiro de Sobrado dos Monges que foi herdado pelos seus descendentes da Casa de Trava. Quase dois séculos depois, em janeiro de 1142, dois dos membros mais relevantes deste linhagem, os irmãos Vermudo e Fernando Peres de Trava doarom o mosterio aos monges cistercienses.  Em 958, Hermenegildo e Paterna doaram o condado de Présaras ao mosteiro que tinha fundado e, no mesmo ano,  Hermenegildo retirou-se lá onde viveu como um monge pelo resto de sua vida e onde morreu antes de 10 de dezembro 966 e foi sepultado.

## Matrimónio e descendência
Casou-se com Paterna Gundesindes (morta antes de dezembro 955), filha de Gundesindo e Senior com quem aparece em 916 comprando umas propriedades.
Deste matrimónio nasceram: 
- Sisnando Menendes (morto em 968), bispo de Iriæ Flaviæ,[9], devido a um conflito com o rei Sancho I de Leão, foi despojado de seus privilégios que foram dadas ao bispo Rosendo de Celanova, embora fosse capaz de recuperá-los em uma data posterior. Sisnando morreu em 968 lutando contra os invasores normandos.[10]
- Rodrigo Menendes,[4] dux e dono do castelo de Aranga, casado com Elvira Alvites.[11]  Um de seus filhos, Guterre Rodrigues e sua esposa Gundesinda foram os pais de Ilduara Guterres, a mãe de Elvira de Faro, a primeira esposa do conde Froila Bermudes.[6]  Este último foi o pai de vários filhos, incluindo o conde Pedro Froilaz de Trava e foi através desse casamento que o mosteiro de Sobrado foi herdado pelos irmãos Fernando e Bermudo de Trava.
- Uma filha, cujo nome não é registrado, casada com Garcia Íñiguez. Em 984, sua filha Jimena Garcês, fez uma doação ao Mosteiro de Sobrado, onde ela menciona seus pais e seus tios maternos Sisnando e Rodrigo.[12]